# 南航街道
南航街道是中国黑龙江省齐齐哈尔市龙沙区下辖的一个街道，成立于2003年9月，由“民航街道”和“铁南街道”合并而成，辖区面积25.2平方公里，是龙沙区面积最大的街道。南航街道下辖民富、虹园、新联、一厂、华光、南郊、新跃7个社区居委会。